# Saint-Cyr, Ardèche

Saint-Cyr este o comună în departamentul Ardèche din sud-estul Franței. În 1 ianuarie 2022 avea o populație de 1.430 de locuitori.